# Municipalité de Monclova
Monclova est l'une des 38 municipalités de Coahuila, dans le nord-est du Mexique. Le siège de la municipalité est à Monclova. La municipalité couvre une superficie de 1 480 km2. 
En 2005, la municipalité comptait 200 160 habitants.  